# How to Dismantle an Atomic Bomb
How to Dismantle an Atomic Bomb é o décimo primeiro álbum de estúdio da banda de rock irlandesa U2, lançado em 22 de novembro de 2004. Muito parecido com seu álbum anterior, All That You Can't Leave Behind, How to Dismantle an Atomic Bomb foi bem sucedido comercialmente e criticamente aclamado, mantendo um rock mais tradicional, depois das experiências vividas pela banda nos anos 90. O álbum foi produzido por Steve Lillywhite, e com a participação de Flood, Jacknife Lee, Brian Eno, Daniel Lanois, Chris Thomas, Nellee Hooper e Carl Glanville. O título do álbum deriva de uma letra na música "Fast Cars", que só estava disponível em algumas versões do álbum.
O vocalista, Bono, descreveu o álbum como "o nosso primeiro álbum de rock. Levamos 20 anos, ou seja o que for, mas este é o nosso primeiro álbum de rock".
How to Dismantle an Atomic Bomb e seus singles, ganharam nove Grammy Awards para os quais foram nomeados (Para a banda, foram concedidos oito, dos nove). O álbum também foi o 4º mais vendido em 2004, vendendo mais de 10 milhões de cópias mundialmente, e rendeu singles de sucesso, como "Vertigo", "Sometimes You Can't Make It on Your Own" e "City of Blinding Lights".

## História
Em 2003, Bono disse que uma de suas novas canções chamada de ""Full Metal Jacket" foi "a mãe de todas as canções de rock, e a razão para fazer um novo álbum". Uma demostração semelhante foi gravada, chamada de "Native Son". Ambas as demos, mais tarde, se tornariam a canção "Vertigo".
Uma versão demo do álbum (cópia de The Edge) foi roubada enquanto a banda estava tendo sua foto tirada por uma revista na França, em julho de 2004. Ela continha versões inacabadas de várias músicas que fizeram parte do álbum. A banda anunciou publicamente que, se as faixas vazassem pela internet, o álbum teria que ser lançado imediatamente. Vários meses depois, as faixas do álbum foram lançadas online, mas eles foram os produtos acabados, e não as demos em bruto a partir do CD furtado de Edge.
Adam Clayton disse que Atomic Bomb "é muito mais que recorde de guitarra. "Vertigo", "Love and Peace or Else", "City of Blinding Lights", "All Because of You", todos esses muito acima como músicas de rock. Muitos deles são um kick-back aos nossos dias, então é como se a cada ano reuníssemos um pouco mais e é isso que somos agora".
No final de 2004, uma faixa inédita chamada "Mercy" foi retirada das sessões de How to Dismantle an Atomic Bomb, sendo surgida na internet através de uma fã que havia sido dado uma cópia do álbum que contém a faixa extra. Depois de ensaiar a música antes das datas durante a turnê U2 360º Tour na Europa, a canção recebeu a sua estreia ao vivo em 12 de setembro de 2010, no segundo concerto na cidade de Zurique, na Suíça.
O cantor estadounidense Michael W. Smith se juntou à banda durante as sessões de Atomic Bomb, e trabalhou pelo menos uma faixa do álbum, dando origem à canção "North Star". Essa faixa, que foi um tributo a Johnny Cash, ainda não havia surgido oficialmente, de qualquer forma. Uma canção introduzida por Bono como "North Star" foi tocada na turnê U2360º na cidade de Turim, na Itália, durante a U2 360° Tour, porém não se sabe se esta é ou não a mesma música que foi trabalhada durante as sessões. Outras faixas, como "Shark Soup", "Lead Me in the Way I Should Go" e "You Can't Give Away Your Heart", foram referenciados na mídia e pela própria banda, mas não foram liberadas.
As primeiras versões de "Love and Peace or Else" se originaram das sessões do álbum de estúdio All That You Can't Leave Behind, lançado em 2000. Ela serve como "grande fundamento para a paz" para o álbum, seguindo os passos das canções "Sunday Bloody Sunday", "Please", "Miss Sarajevo" e "Peace on Earth".
"Crumbs from Your Table" é sobre a relação entre países ocidentais e os países em desenvolvimento, sendo uma crítica contra a Igreja Católica. Em alguns trechos da canção, é a afirmação de que Bono segue com o tema em seus discursos em que ele tenta conscientizar sobre a pobreza na África. Bono declarou em um DVD bônus, incluído com edições especiais do álbum, que a banda não tem lembrança de escrever a canção, como eles estavam intoxicados no momento. Um desempenho de estúdio está também incluído no referido DVD bônus, durante a Vertigo Tour.
A canção "One Step Closer" é canção de ritmo lento, também tendo origens das sessões do álbum anterior All That You Can't Leave Behind. Foi revitalizado para "Atomic Bomb"

## Singles
- "Vertigo" foi o primeiro single do álbum How to Dismantle an Atomic Bomb, sendo lançado como single em 8 de novembro de 2004. O single traz b-sides, como "Vertigo (Jacknife Lee 10)", "Are You Gonna Wait Forever?" e "Neon Lights".[13] A canção esteve em #1 posição na Alternative Songs dos Estados Unidos,[14] na Itália,[15] na Espanha[16] e na Dinamarca.[17]
- "Sometimes You Can't Make It on Your Own" foi o segundo single do álbum, sendo lançado como single em 7 de fevereiro de 2005. O single contém b-sides como "Sometimes You Can't Make It on Your Own" (Versão Radio Edit), "Fast Cars" (Jacknife Lee Mix), "Ave Maria" (Jacknife Lee Mix), "Vertigo" (Redanka Mix) e "Vertigo" (Trent Reznor Remix).[18] A canção esteve na #1 posição no Reino Unido em 2005,[19] e na Espanha;[20] #2 posição na Dinamarca,[21] e na Itália.[22]
- "City of Blinding Lights" foi o terceiro single do álbum, sendo lançado em 6 de junho de 2005. O single conta com b-sides, "All Because of You" (Killahurtz Fly Mix), "The Fly" (Live at 'Stop Sellafield' Concert) e "Even Better Than The Real Thing" (Live at 'Stop Sellafield' Concert).[23] A canção esteve na #1 posição nas paradas da Espanha;[24] #2 posição no Canadá[25] e na Dinamarca.[26]
- "All Because of You" foi o quarto e último single do álbum, sendo lançado em 8 de outubro de 2005. O single conta com b-sides como "A Man and a Woman" (Acoustic Version), "Miss Sarajevo" (Live from Milan) e "She's a Mystery to Me" (Live Brooklyn Bridge).[27] Alcançou a #1 posição no Canadá;[25] #2 posição na Espanha[28] e Itália,[29] #4, #5 e #6 posição na Países Baixos,[30] Dinamarca[31] e Estados Unidos,[32] respectivamente.

## Vertigo Tour

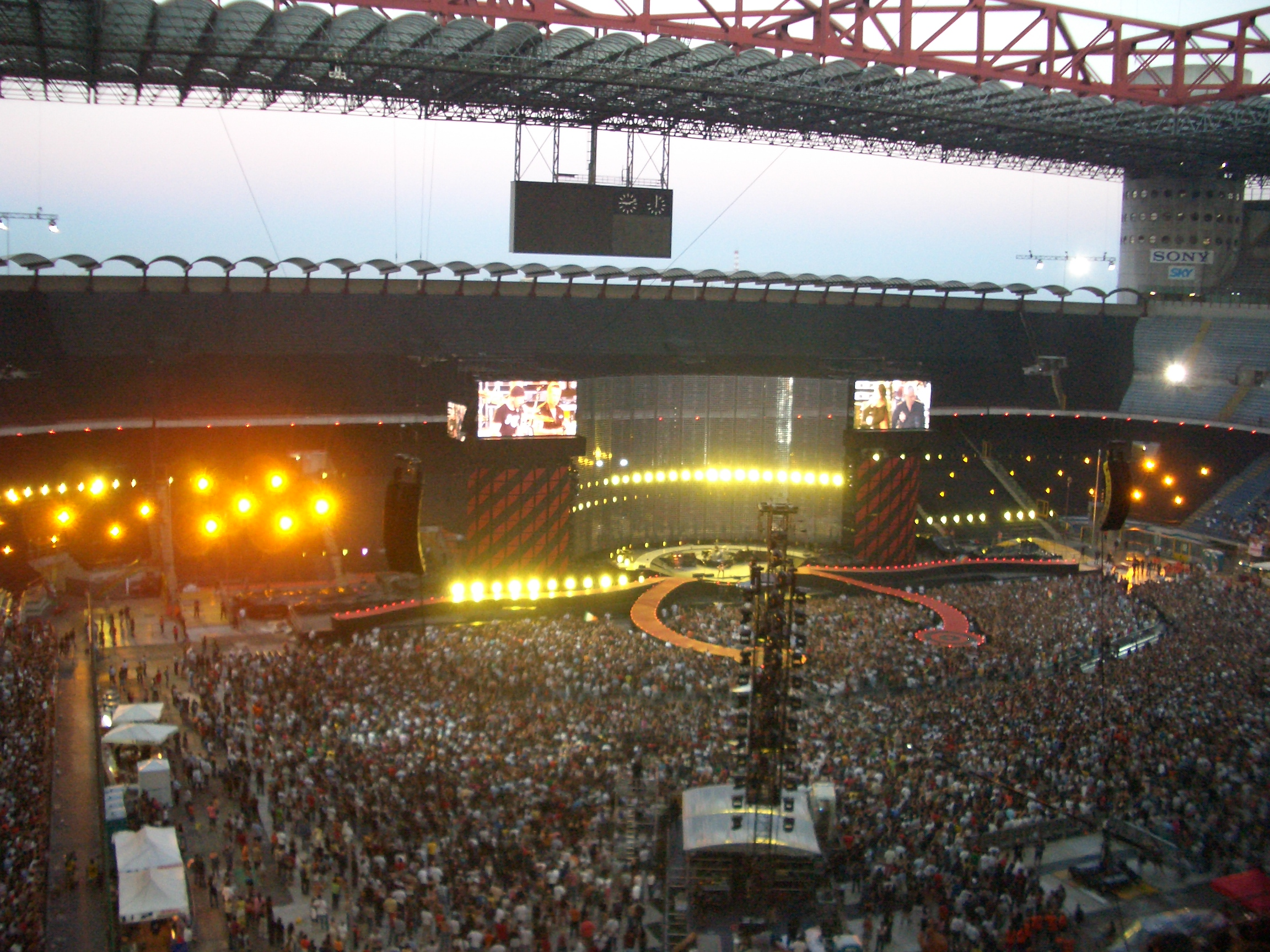
Concerto da banda no Estádio San Siro em julho de 2005, durante sua turnê "Vertigo Tour", na cidade de Milão, Itália

Em apoio ao álbum Atomic Bomb, o grupo lançou a "Vertigo Tour", contando com 4 etapas e 131 concertos ao todo. A turnê teve início em 28 de março de 2005 na cidade de San Diego, na Califórnia, tendo concluído a turnê em 9 de dezembro de 2006 na cidade de Honolulu, no Havaí.
A primeira parte da turnê foi somente nos Estados Unidos, com um total de 31 concertos, terminando em 28 de maio na cidade de Boston. A partir daí, a banda começou a fazer seus shows na Europa, já caracterizando a segunda parte da turnê, iniciando em 10 de junho em Bruxelas, capital da Bélgica, e terminando em 14 de agosto na cidade de Lisboa, Portugal.
Quase 3 semanas após o último show da banda na Europa, a banda retorna com a terceira parte da turnê, desta vez, na América do Norte, iniciando em 8 de setembro de 2005 no Madison Square Garden na cidade de Nova Iorque, nos Estados Unidos, tendo terminado em 19 de dezembro na cidade de Portland, também nos Estados Unidos. Com isso, a banda faz uma pausa de quase 2 meses desde a última "Leg" da turnê.
A quarta e última parte da turnê foi variada, apresentando shows na América do Sul e Ásia, tendo início em 12 de fevereiro de 2006 na cidade de Monterrei, no México, tendo passado pelo Brasil logo após o México, dando dois concertos, nos dias 20 e 21 de fevereiro, com mais de 70 mil pessoas presentes aos concertos. Por fim, a turnê teve seu término em 9 de dezembro de 2006 em Honolulu, no Havaí.

## Legado
"Eu sou a bomba atômica que dá nome ao CD. Em agosto de 2001, meu pai morreu de câncer. Fiquei ao lado dele sempre que tive oportunidade. Cheguei a viajar logo depois dos shows do U2 pela Inglaterra para ficar a seu lado. Mas, quando ele morreu, pensei que poderia ter feito mais. Eu me tornei uma bomba humana. Deixei certas coisas de lado e bebi além da conta. O disco traz poucas canções engajadas e mais letras sobre a vida. Meu desespero e minhas contradições estão ali".

— Bono
How to Dismantle an Atomic Bomb foi certificado com 3x discos de multi-platina nos Estados Unidos pela Recording Industry Association of America (RIAA), levou 10x disco de platina na Irlanda pela Irish Recorded Music Association (IRMA), 4x disco de platina na Austrália, e no Reino Unido, sem contar com outros países da Europa.
Estreou em #1 na Billboard 200 dos Estados Unidos (com vendas de 840 mil). A satisfação era tão grande que a crítica apontou o álbum como o melhor desde The Joshua Tree. O álbum recebeu uma pontuação de 79%, de acordo com a Metacritic. Foi incluído no "Top 100 Álbuns da Década" pela revista Rolling Stone, estando na #68 posição.
Foi premiado como o "Álbum do Ano" no 48º Grammy Awards em 2006. A canção "Sometimes You Can't Make It on Your Own" foi premiada como a "Canção do Ano" e de "Melhor Performance de Rock por um Duo ou Grupo com Vocais".

## Faixas
| Edição padrão |                                           |                    |                          |         |  |
| N.º           | Título                                    | Letras             | Produzido por            | Duração |  |
| 1.            | "Vertigo"                                 | Bono Vox, The Edge | Steve Lillywhite         | 3:14    |  |
| 2.            | "Miracle Drug"                            | Bono               | Lillywhite               | 3:59    |  |
| 3.            | "Sometimes You Can't Make It on Your Own" | Bono               | Chris Thomas             | 5:08    |  |
| 4.            | "Love and Peace or Else"                  | Bono, Edge         | Brian Eno, Daniel Lanois | 4:50    |  |
| 5.            | "City of Blinding Lights"                 | Bono               | Flood                    | 5:47    |  |
| 6.            | "All Because of You"                      | Bono               | Lillywhite               | 3:39    |  |
| 7.            | "A Man and a Woman"                       | Bono               | Jacknife Lee             | 4:30    |  |
| 8.            | "Crumbs from Your Table"                  | Bono               | Lillywhite               | 5:03    |  |
| 9.            | "One Step Closer"                         | Bono               | Thomas, Lanois           | 3:51    |  |
| 10.           | "Original of the Species"                 | Bono               | Lillywhite               | 4:41    |  |
| 11.           | "Yahweh"                                  | Bono, Edge         | Thomas                   | 4:21    |  |

| Faixa bônus lançada apenas no Reino Unido e Japão |             |            |               |         |  |
| N.º                                               | Título      | Letras     | Produzido por | Duração |  |
| 12.                                               | "Fast Cars" | Bono, Edge | Lillywhite    | 3:42    |  |

### Disco 2[54]
How to Dismantle an Atomic Bomb (CD/DVD)
1. "U2 and 3 Songs"

How to Dismantle an Atomic Bomb (Bonus Videos)
1. "Sometimes You Can't Make It on Your Own"(Studio Performance) - 5:07
2. "Crumbs from Your Table"(Studio Version) - 4:58
3. "Vertigo"(Temple Bar Mix) - 3:07
4. "Sometimes You Can't Make It on Your Own"(Acoustic Couch Mix) - 4:42
5. "Vertigo"(Studio Version) - 3:22

## Lançamento

### Promoção
A compilação Medium, Rare & Remastered e o EP Unreleased & Rare, incluídas no box set The Complete U2 contém anteriormente faixas inéditas, das quais 6 canções foram das sessões de gravação de How to Dismantle and Atomic Bomb.
1. "Xanax and Wine"(Versão demo da canção "Fast Cars")
2. "Native Son"(Versão demo da canção "Vertigo")
3. "Smile"(Outtake das sessões de How to Dismantle an Atomic Bomb)
4. "Sometimes You Can't Make It on Your Own"(Alternate Version)
5. "All Because of You"(Alternate Version)
6. "Yahweh"(Alternate Version)

## Desempenho nas paradas musicais
| Paradas (2004-05)                   | Melhor posição |
| ----------------------------------- | -------------- |
| Alemanha (Offizielle Top 100)       | 1              |
| Austrália (ARIA Charts)             | 1              |
| Áustria (Ö3 Austria Top 40)         | 1              |
| Bélgica (Ultratop 40 Flandres)      | 1              |
| Bélgica (Ultratop 50 Valônia)       | 2              |
| Canadá (Canadian Albums Chart)      | 1              |
| Dinamarca (Hitlisten)               | 1              |
| Espanha (PROMUSICAE)                | 1              |
| Estados Unidos (Billboard 200)      | 1              |
| Finlândia (Suomen virallinen lista) | 1              |
| França (SNEP)                       | 1              |
| Grécia (IFPI)                       | 1              |
| Holanda (Mega Charts)               | 1              |
| Hungria (MAHASZ)                    | 4              |
| Irlanda (IRMA)                      | 1              |
| Itália (FIMI)                       | 1              |
| Japão (Oricon)                      | 4              |
| México (AMPROFON)                   | 3              |
| Noruega (VG-lista)                  | 1              |
| Nova Zelândia (RMNZ)                | 1              |
| Polônia (ZPAV)                      | 1              |
| Portugal (AFP)                      | 1              |
| Reino Unido (UK Albums Chart)       | 1              |
| República Tcheca (IFPI)             | 1              |
| Suécia (Sverigetopplistan)          | 1              |
| Suíça (Schweizer Hitparade)         | 1              |

## Certificações
| País                          | Certificação | Vendas     |
| ----------------------------- | ------------ | ---------- |
| Alemanha (BVMI)               | 3× Ouro      | 300.000+   |
| Argentina (CAPIF)             | 3× Platina   | 120.000+   |
| Austrália (ARIA)              | 4× Platina   | 280.000+   |
| Áustria (IFPI)                | Platina      | 30.000+    |
| Bélgica (BEA)                 | Platina      | 50.000+    |
| Brasil (Pro-Música Brasil)    | 2× Platina   | 250.000+   |
| Canadá (Music Canada)         | 5× Platina   | 500.000+   |
| Dinamarca (IFPI)              | 4× Platina   | 80.000+    |
| Espanha (PROMUSICAE)          | 2× Platina   | 200.000+   |
| Estados Unidos (RIAA)         | 3× Platina   | 3.000.000+ |
| Finlândia (Musiikkituottajat) | Ouro         | 21.348     |
| França (SNEP)                 | Platina      | 423.463    |
| Grécia (IFPI)                 | Platina      | 20.000+    |
| Holanda (NVPI)                | Ouro         | 40.000+    |
| Hungria (MAHASZ)              | Ouro         | 10.000+    |
| Irlanda (IRMA)                | 10× Platina  | 150.000+   |
| Japão (RIAJ)                  | Platina      | 250.000+   |
| México (AMPROFON)             | Platina      | 100.000+   |
| Nova Zelândia (RMNZ)          | 3× Platina   | 45.000+    |
| Polônia (ZPAV)                | Ouro         | 20.000+    |
| Portugal (AFP)                | 3× Platina   | 120.000+   |
| Reino Unido (BPI)             | 4× Platina   | 1.200.000+ |
| Rússia (NFPF)                 | Ouro         | 10.000+    |
| Suécia (IFPI)                 | Platina      | 60.000+    |
| Resumo                        | Certificação | Vendas     |
| Europa (IFPI)                 | 3× Platina   | 3.000.000+ |

## Pessoal
| U2 - Bono - Vocais, guitarra - The Edge - Guitarra, piano, teclado, vocais (Trecho de "Miracle Drug") - Adam Clayton - Baixo - Larry Mullen Jr. - Bateria, percussão, vocal de apoio em "Miracle Drug" | Complementares - Jacknife Lee - Teclados, sintetizadores - Daniel Lanois - Guitarra, pedal steel, bandolim, agitador |